# Faraday (serie televisiva)
Faraday (Faraday and Company) è una serie televisiva statunitense in 4 episodi trasmessi per la prima volta nel corso di una sola stagione dal 1973 al 1974.
Fu trasmessa sulla NBC come parte della serie NBC Mystery Movie che prevedeva la trasmissione di varie sottoserie a settimane alterne. Durò solo quattro episodi che furono trasmessi a settimane alterne con Banacek, Le sorelle Snoop e Tenafly il mercoledì sera durante la stagione 1973-1974.

## Trama
L'investigatore privato Frank Faraday esce da un carcere sudamericano dopo 28 anni di reclusione, essendo stato falsamente accusato di aver ucciso il suo partner. Ritornato a Los Angeles, notevolmente cambiata durante la sua assenza, Frank scopre che ora ha un figlio di nome Steve, anch'egli investigatore privato, che ha messo in piedi l'agenzia di investigazioni private Faraday & Company. I due ora lavorano insieme per risolvere i casi, mentre Frank cerca di adattarsi alla vita moderna. Insieme, si metteranno anche alla ricerca del vero killer del partner di Frank. Sharon Gless interpreta il ruolo della loro segretaria, Holly Barrett.

## Personaggi e interpreti
- Frank Faraday (4 episodi, 1973-1974), interpretato da Dan Dailey.
- Steve Faraday (4 episodi, 1973-1974), interpretato da James Naughton.
- Holly Barrett (4 episodi, 1973-1974), interpretata da Sharon Gless.
- Louise 'Lou' Carson (4 episodi, 1973-1974), interpretato da Geraldine Brooks.

## Produzione
La serie fu prodotta da Talent Associates-Norton Simon e Universal TV e girata negli studios della Universal a Universal City in California. Le musiche furono composte da Jerry Fielding.

### Registi
Tra i registi della serie sono accreditati:
- Gary Nelson in un episodio (1973)
- Reza Badiyi
- Richard L. Bare
- Leonard Horn
- Jimmy Sangster

## Distribuzione
La serie fu trasmessa negli Stati Uniti dal 26 settembre 1973 al 9 gennaio 1974 sulla rete televisiva NBC. In Italia è stata trasmessa con il titolo Faraday.
Alcune delle uscite internazionali sono state:
- negli Stati Uniti il 26 settembre 1973 (Faraday and Company)
- nel Regno Unito il 10 gennaio 1974
- in Finlandia (Mike Faraday, yksityisetsivä)
- in Spagna (Faraday y Compañía)
- in Italia (Faraday)

## Episodi
| Stagione       | Episodi | Prima TV USA |
| -------------- | ------- | ------------ |
| Prima stagione | 4       | 1973-1974    |